# Parlamentsval i Rumänien
Parlamentsval i Rumänien hålls vart fjärde år. 
Rumänien är en demokratisk republik med ett semipresidentiellt system. Den lagstiftande makten innehas av parlamentets två kammare, Senat (senaten), med 140 medlemmar varav 18 representanter för de etniska minoriteterna, och Camera Deputaților (deputeradekammaren), med 345 medlemmar. Medlemmarna i varje kammare väljs vart fjärde år.

## Parlamentsvalet 2008
Valet i Rumänien 2008 ledde till ett jämnt valresultat och en koalitionsregering mellan Socialdemokraterna och Liberaldemokraterna. Valdeltagandet var det lägsta sedan kommunistregimens fall.
Finanskrisen 2008 tvingade Rumänien att förhandla om lån, på omkring 20 miljarder euro, med Världsbanken, Internationella valutafonden och EU. Dessas ekonomisk-politiska krav satte regeringssammanhållningen på hårda prov och i början av oktober 2009 sprack koalitionen och socialdemokraterna lämnade regeringen. Statsminister Emil Boc och hans liberaldemokratiska minoritetsregering fälldes någon vecka senare i en misstroendeomröstning. Liberaldemokraterna fick stanna kvar på sin post.

## Parlamentsvalet 2012
Ett tidigare block högeralliansen upplöstes i januari 2011 bestående av bland annat nationalliberaldemokraterna, och de konservativa valde sedan att förhandla med socialdemokraterna och bilda ett nytt block tillsammans med dem. Den 5 februari 2011 gick socialdemokraterna, nationalliberaldemokraterna och de konservativa samman i ett block kallat Social- liberala unionen.
I "sista sekund" gick tre borgerliga partier ihop som ett eget block. Liberaldemokraterna, nationella kristna bondepartiet och liberalkonservativa partiet "Civic Force". Men de hann inte komma in i valrörelsen ordentligt och fick 16,7 procent av rösterna. Det valresultatet upplöste blocket den 10 december 2012. Den socialliberala unionen fick 60 procent av rösterna. Crin Antonescu, ledare för nationalliberaldemokraterna, ersatte Traian Băsescu som statschef sedan 6 juli 2012. Ledaren för de konservativa i socialliberala unionen är också jordbruksminister. Victor Ponta ledare för socialdemokraterna var landets premiärminister mellan maj 2012 och november 2015.
Ett ensamt politiskt vänsterparti samlade på sig 14,63 procent av rösterna i valet. Inte långt ifrån vad de tre borgerliga partierna fick tillsammans med sina 16,7 procent. Enligt folkräkningen var det 16 269 839 röstberättigande (Över 18 år) och antalet röstande var 7 666 169, vilket ger ett uppskattat valdeltagande på 47,11 procent.